# Unión Europea de Judo
La Unión Europea de Judo  (en inglés, European Judo Union, EJU) es la organización internacional que se dedica a regular las normas del judo en Europa, así como de celebrar periódicamente competiciones y eventos. Es una de las cinco organizaciones continentales que conforman la Federación Internacional de Judo (IJF).
La EJU fue fundada oficialmente el 29 de octubre de 1949 por representantes de las federaciones nacionales de cinco países europeos: Austria, Italia, Países Bajos, Reino Unido y Suiza.
Actualmente tiene su sede en La Valeta (Malta) y su presidente es Serguéi Soloveichik de Rusia, en funciones desde 2008.

## Eventos
Entre las principales competiciones organizadas por la EJU están:
- Campeonato Europeo de Judo
- Campeonato Europeo Junior de Judo
- Copa de Europa de Judo

## Organización
La estructura jerárquica de la federación está conformada por el presidente, el Secretario General y los Vicepresidentes, el Congreso (efectuado cada dos años) y el Cuerpo Ejecutivo.

### Presidentes
| N.º | Periodo     | Nombre              | País                |
| --- | ----------- | ------------------- | ------------------- |
| 1   | 1949 – 1951 | Aldo Torti          | Italia              |
| 2   | 1951 – 1957 | Jacobus Nauwelaerts | Países Bajos        |
| 3   | 1957 – 1960 | Heinrich Frantzen   | Alemania Occidental |
| 4   | 1960 – 1984 | André Ertel         | Francia             |
| 5   | 1984 – 1996 | Kurt Kucera         | Austria             |
| 6   | 1996 – 2000 | Frans Hoogendijk    | Países Bajos        |
| 7   | 2000 – 2008 | Marius Vizer        | Rumania             |
| 8   | 2008 –      | Sergéi Soloveichik  | Rusia               |

## Federaciones nacionales
En 2016 la EJU cuenta con la afiliación de 51 federaciones nacionales.
| N.º | País                 | Federación                                                   | Página web                                                |
| --- | -------------------- | ------------------------------------------------------------ | --------------------------------------------------------- |
| 1   | Albania              | Federación Albanesa de Judo                                  |                                                           |
| 2   | Alemania             | Deutscher Judo-Bund                                          |                                                           |
| 3   | Andorra              | Federació Andorrana de Judo                                  |                                                           |
| 4   | Armenia              | Federación Armenia de Judo                                   |                                                           |
| 5   | Austria              | Österreichischer Judoverband                                 |                                                           |
| 6   | Azerbaiyán           | Federación Azerbaiyana de Judo                               |                                                           |
| 7   | Bélgica              | Federación Belga de Judo                                     |                                                           |
| 8   | Bielorrusia          | Federación Bielorrusa de Judo                                |                                                           |
| 9   | Bosnia y Herzegovina | Federación de Judo de Bosnia y Herzegovina                   |                                                           |
| 10  | Bulgaria             | Federación Búlgara de Judo                                   |                                                           |
| 11  | Chipre               | Federación Chipriota de Judo                                 |                                                           |
| 12  | Croacia              | Hrvatski judo savez                                          |                                                           |
| 13  | Dinamarca            | Danmarks Judo og Ju-Jitsu Union                              | Archivado el 22 de octubre de 2017 en Wayback Machine.    |
| 14  | Eslovaquia           | Slovenský zväz Judo                                          |                                                           |
| 15  | Eslovenia            | Judo zveza Slovenije                                         |                                                           |
| 16  | España               | Real Federación Española de Judo                             |                                                           |
| 17  | Estonia              | Eesti Judoliit                                               |                                                           |
| 18  | Islas Feroe          | Federación Feroesa de Judo                                   |                                                           |
| 19  | Finlandia            | Suomen Judoliitto                                            | Archivado el 9 de diciembre de 2017 en Wayback Machine.   |
| 20  | Francia              | Fédération Française de Judo                                 |                                                           |
| 21  | Georgia              | Federación Georgiana de Judo                                 |                                                           |
| 22  | Grecia               | Federación Helénica de Judo                                  | Archivado el 30 de septiembre de 2017 en Wayback Machine. |
| 23  | Hungría              | Magyar Judo Szövetség                                        |                                                           |
| 24  | Irlanda              | Irish Judo Association                                       |                                                           |
| 25  | Islandia             | Júdósamband Íslands                                          |                                                           |
| 26  | Israel               | Asociación Israelita de Judo                                 |                                                           |
| 27  | Italia               | Federazione Italiana di Judo, Lotta, Karate ed Arti Marziali |                                                           |
| 28  | Kosovo               | Federación Kosovar de Judo                                   |                                                           |
| 29  | Letonia              | Latvijas džudo federācija                                    |                                                           |
| 30  | Liechtenstein        | Federación de Judo de Liechtenstein                          |                                                           |
| 31  | Lituania             | Lietuvos Dziudo Federacija                                   |                                                           |
| 32  | Luxemburgo           | Fédération Luxembourgeoise des Arts Martiaux                 |                                                           |
| 33  | Macedonia del Norte  | Federación de Judo de Macedonia                              |                                                           |
| 34  | Malta                | Federación Maltesa de Judo                                   |                                                           |
| 35  | Moldavia             | Federación Moldava de Judo                                   |                                                           |
| 36  | Mónaco               | Fédération Monégasque de Judo                                |                                                           |
| 37  | Montenegro           | Federación de Judo de Montenegro                             |                                                           |
| 38  | Noruega              | Norges Judoforbund                                           |                                                           |
| 39  | Países Bajos         | Judo Bond Nederland                                          |                                                           |
| 40  | Polonia              | Polski Związek Judo                                          |                                                           |
| 41  | Portugal             | Federação Portuguesa de Judo                                 |                                                           |
| 42  | Reino Unido          | British Judo Federation                                      |                                                           |
| 43  | República Checa      | Český svaz judo                                              |                                                           |
| 44  | Rumania              | Federaţia Română de Judo                                     |                                                           |
| 45  | Rusia                | Federación Rusa de Judo                                      |                                                           |
| 46  | San Marino           | Federazione Sanmarinese di Judo                              |                                                           |
| 47  | Serbia               | Judo savez Srbije                                            |                                                           |
| 48  | Suecia               | Svenska Judoförbundet                                        |                                                           |
| 49  | Suiza                | Federación Suiza de Judo y Ju-Jitsu                          |                                                           |
| 50  | Turquía              | Türkiye Judo ve Kuraş Federasyonu                            |                                                           |
| 51  | Ucrania              | Federación Ucraniana de Judo                                 |                                                           |